# Ахмад Мухтар Бабан
Ахмад Мухтар Бабан (араб. أحمد مختار بابان‎; 1900 — 24 октября 1976) — иракский политический и государственный деятель, последний 46-й премьер-министр королевского Ирака.
В феврале 1958 года была сформирована Арабская Федерация, в которую вошли Ирак и Иордания. В должности премьер-министра Федерации Бабан пробыл всего 2 месяца, когда в Ираке произошла июльская революция. Монархия была свергнута, король Фейсал II и его семья были расстреляны. Бабан также был арестован и приговорён сформированным новой властью Народным судом к смертной казни. Однако приговор ему был смягчён и он не был казнён.